# Tupi Paulista (kommun)
Tupi Paulista är en kommun i Brasilien.   Den ligger i delstaten São Paulo, i den södra delen av landet, 700 km sydväst om huvudstaden Brasília. Antalet invånare är 14 262.
Följande samhällen finns i Tupi Paulista:
- Tupi Paulista

Trakten runt Tupi Paulista består i huvudsak av gräsmarker. Runt Tupi Paulista är det ganska tätbefolkat, med 62 invånare per kvadratkilometer.